# 邵氏電影城
邵氏電影城是香港一個已擱置興建主題公園，擬議選址應為新界清水灣半島的邵氏片場。項目由邵氏兄弟提出，最終因落實興建香港迪士尼樂園度假區而擱置。

## 歷史
邵逸夫獎基金會主席陳偉文於2018年接受訪問時提及曾花3年規劃興建電影城，但計畫因香港迪士尼樂園度假區作罷。他說：「因為迪士尼要進來香港，不希望讓影城和迪士尼互相競爭，就停止這項計畫。」